# Џефри Арчер
Џефри Арчер (енгл. Jeffrey Archer, рођен 15. априла 1940) је енглески аутор, светски бестселер, бивши политичар и члан парламента Уједињеног Краљевства 1969—1974. Један је од најпродаванијих и најчитанијих писаца на свету са преко 275 милиона продатих књига у деведесет седам земаља.

## Биографија
Рођен је 15. априла 1940. у Лондону. Имао је две недеље када се његова породица преселила у Самерсет, а настанили су се у Вестону на Меру где је Арчер провео већину свог детињства. Његов отац Вилијам је имао шездесет и четири године када је Арчер рођен. На почетку своје каријере Арчер је давао извештаје штампи о наводној, али непостојећој, војној каријери свог оца који је, у ствари, био бигамиста и лажно се представљао као његов имењак, преминули носилац ратне медаље. Уместо тога, радио је као продавац жвака у Њујорку и хипотекарни брокер у Лондону. Оптужен је за низ кривичних дела преваре, а након што је пуштен уз кауцију побегао је у Сједињене Америчке Државе под именом Вилијам Гримвуд где је 21. јуна 1917. добио ћерку Розмерију Тарнер, Џефријеву полусестру. Године 1951. је Арчер добио стипендију за школовање у Самерсету. У то време је његова мајка Лола била запослена као новинарка у локалним новинама The Weston & Somerset Mercury и често је писала о сину. Иако му је то донело локалну славу због тога је постао и жртва малтретирања у школи. Убрзо је напустио школу и провео неколико година на разним пословима, обуци у војсци и кратак период у полицији. Касније је радио као наставник физичког васпитања. Студирао је на Универзитету у Оксфорду. Након што је напустио студије радио је у медицинској добротворној организацији која је промовисала безбедан порођај, након чега се придружио Удружењу Уједињених нација као главни прикупљач средстава. Отприлике у то време је започео каријеру у политици радећи као саветник у Савету Великог Лондона 1967—1970. Године 1969. је основао сопствену компанију за прикупљање средстава и односе са јавношћу Arrow Enterprises и отворио је уметничку галерију у Мејферу коју је продао две године касније. Своју прву књигу Not a Penny More, Not a Penny Less је написао на јесен 1974. са циљем да избегне банкрот. Његова најпродаванија књига Каин и Авељ је објављена 1979. године и достигла је прво место на листи The New York Times. Његови романи Каин и Авељ, Блудна кћи, Једанаеста заповест, као и збирка приповедака Право чудо, су продати у више од 125 милиона примерака. Укупно је објавио 42 дела која су преведена на 33 језика и продати у више од 275 милиона примерака. На српском језику су преведени Јеванђеље по Јуди Венијамина Искариотског, Лажан утисак, Сурова освета, Време ће показати, Писмо–глава, Очеви греси и Најстроже чувана тајна. Његове књиге су постигле комерцијални успех, али критичари генерално нису имали позитивне критике за његово писање. Поред романа и кратких прича написао је и три позоришне драме: Beyond Reasonable Doubt 1987, Exclusive 1989. коју критичари нису добро прихватили па је укинута после неколико недеља и The Accused 26. септембра 2000. Члан је Дома лордова, ожењен је Мери Арчер са којом има два сина, две унуке и три унука, а време проводи између Лондона, Гранчестера у Кембриџу и Мајорке где увек пише прву верзију сваког свог следећег романа.

## Радови

### Новеле
- Not a Penny More, Not a Penny Less (1976)
- First Among Equals (1984)
- A Matter of Honour (1986)
- As the Crow Flies (1991)
- Honour Among Thieves (1993)
- The Fourth Estate (1996)
- The Eleventh Commandment (1998)
- Sons of Fortune (2002)
- False Impression (2005)
- The Gospel According to Judas by Benjamin Iscariot (2007)
- A Prisoner of Birth (2008)
- Paths of Glory (2009)
- Heads You Win (2018)

### Кратке приче
- A Quiver Full of Arrows (1980)
- A Twist in the Tale (1988)
- Fools, Knaves, and Heroes: Great Political Short Stories Editor, Introduction. (1991)
- Twelve Red Herrings (1994)
- The Collected Short Stories (1997) Collects A Quiver Full of Arrows, A Twist in the Tale and Twelve Red Herrings
- To Cut a Long Story Short (2000)
- Cat O'Nine Tales (2006)
- And Thereby Hangs a Tale (2010)
- The New Collected Short Stories (2011) Collects To Cut a Long Story Short, Cat O'Nine Tales, and And Thereby Hangs a Tale
- The Jeffrey Archer Short Story Challenge Collection (2013)
- Four Warned (2014. in Twelve Red Herrings, Cat O'Nine Tales and And Thereby Hangs a Tale)
- It Can't Be October Already (2017)
- Tell Tale (2017)
- The Short, the Long and the Tall (2020)

### За децу
- By Royal Appointment (1980)
- Willy Visits the Square World (1980)
- Willy and the Killer Kipper (1981)
- The First Miracle (1994)